# Apocryptes
Apocryptes is een monotypisch geslacht van straalvinnige vissen uit de familie van grondels (Gobiidae).

## Soort
- Apocryptes bato (Hamilton, 1822)